# Шаховской, Яков Петрович
Князь Я́ков Петро́вич Шаховско́й (1705—1777) — русский государственный деятель, обер-прокурор Святейшего Синода (1741—1753), третий в истории России генерал-прокурор, мемуарист. Представитель княжеского рода Шаховских.

## Биография

### Детство
Родился 8 (19) октября 1705 года в семье князя Петра Ивановича Шаховского. Отец умер, когда Якову было всего несколько месяцев. После этого его мать выходила замуж ещё дважды. В возрасте девяти лет Якова взял на воспитание его дядя — князь Алексей Шаховской, который в то время был гвардейским офицером.

### Служба в гвардии
Яков Шаховской начал свою военную службу в 1720 году рядовым Лейб-гвардии Семёновского полка. К 1725 году он дослужился до звания лейтенанта, а во время правления Петра II получил звание капитана. В 1730 году перешёл в кавалерию.
В середине 1730-х годов Шаховской служил под началом своего дяди, который являлся губернатором Малороссии с декабря 1731 года, и поэтому Яков часто лично докладывал императрице Анне Иоанновне и герцогу Бирону об украинских делах. В одном из совещаний о состоянии малороссийских полков и их мобилизационной готовности он не согласился с самим Бироном. Шаховской не просто сумел высказать, что он думает, но и в сопроводительной записке объяснил, почему именно он так думает. Бирон публично признал правоту молодого князя и взял толкового офицера на заметку; во времена регентства весьма его отличал, давая самые разные поручения экспертного свойства.
После смерти дяди в апреле 1737 года, он принял участие в Русско-турецкой войне в составе кавалерийского полка; участвовал в сражениях под Очаковым и Хотином под командованием Христофора Миниха.

### Карьера чиновника

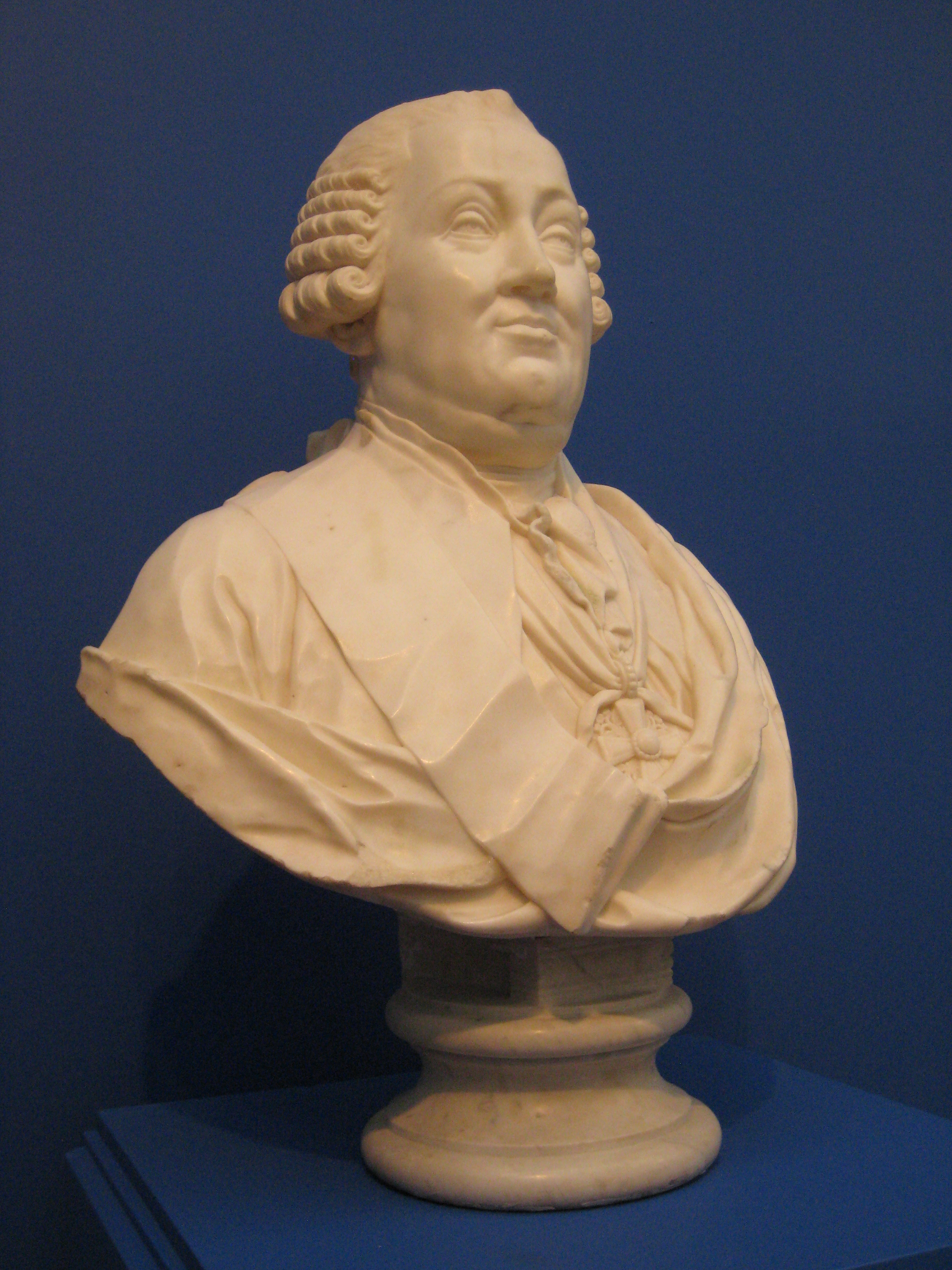
Бюст работы Земельгака

Во время регентства Бирона и краткого периода правления Анны Леопольдовны, Шаховской некоторое время был полицмейстером, 17 сентября 1741 года стал сенатором. Когда на престол вступила Елизавета Петровна, многие покровители Якова Петровича были арестованы и ему пришлось покинуть свой пост. Впрочем, по содействию князя Никиты Трубецкого Шаховской получил пост обер-прокурора Святейшего Синода.
Шаховской получил репутацию довольно требовательного и принципиального чиновника, чем вызвал недовольство влиятельных представителей духовенства, которые потребовали у Елизаветы сместить его с занимаемой должности. Тем не менее, он пробыл обер-прокурором Синода на протяжении 12 лет (31.12.1741 — 29.03.1753), в течение которых был награждён орденами Святого Александра Невского и Святой Анны и удостоен в 1753 году чина тайного советника.
29 мая 1753 года он был назначен главой Кригскомиссии и управлял государственными расходами в течение Семилетней войны; 15 августа 1760 года назначен генерал-прокурором (25 декабря 1761 года император Пётр III по вступлении на трон сместил Шаховского с этого поста). Добился принятия указа о замене тюремного заключения и отдачей в рекруты крестьян выселением в Сибирь за проступки. Краткое правление Петра III закончилось дворцовым переворотом, и Екатерина II вернула Шаховского на государственную службу, вновь назначив его сенатором. В день её коронации 22 сентября 1762 года, императрица наградила его орденом Святого Андрея Первозванного.

### Завершение карьеры
Выйдя в отставку 1 апреля 1766 года Шаховской обосновался в Москве. Его жизнь, богатая событиями, стала предметом его автобиографических записок, которые были впервые изданы в 1810 году уже после его смерти. Умер он в 1777 году, 23 июля или 25 июля. Похоронен в Донском монастыре.

## Семья
Был женат два раза и имел четырёх детей:
1. жена Александра Алексеевна, урождённая Путятина; их дети:
  - Анна Яковлевна (1738—1809), была замужем за князем Ф. А. Голицыным, старшим братом посла в Париже.
  - Фёдор Яковлевич (1740—20.12.1782), статский советник.
  - Мария Яковлевна (1741—13.11.1827), была замужем за Н. Н. Салтыковым (ум. 1805); среди их внуков — князья А. Я. Лобанов и В. А. Долгоруков.
2. жена с 1758 года Евдокия (Авдотья) Егоровна Лопухина, урождённая Фаминцына (16.02.1719—04.01.1781), дочь Егора Ивановича Фаминцына[3]; их сын:
  - Алексей Яковлевич (1759—1791), камергер.